# Mariluz Escribano
Mariluz Escribano Pueo (Granada, 19 de diciembre de 1935-Granada, 20 de julio de 2019) fue una profesora, poeta y narradora española. Encuadrada en la Generación del 60, está considerada como la gran poeta del perdón y la memoria siguiendo la estela de Antonio Machado. Fue reconocida con el Premio Andalucía de la Crítica, el Premio de las Letras Elio Antonio de Nebrija y la Bandera de Andalucía, entre otros galardones por su trayectoria y compromiso ético.

## Biografía
Escribano nació en Granada en 1935. Pertenecía por edad a la promoción literaria del 60, aunque ella siempre se sintió una poeta al margen de generaciones y tendencias. Su padre, el catedrático de Geografía Agustín Escribano, director de la Escuela Normal de Maestros de Granada, había sido fusilado el 12 de septiembre de 1936, cuando ella tenía nueve meses, por orden de los sublevados. Su madre fue Luisa Pueo y Costa, sobrina del político y economista Joaquín Costa, una de las figuras principales del regeneracionismo, y también profesora de la Escuela Normal de Maestros. Fue represaliada y en 1937 se marchó a Palencia con la niña. Allí cumplió su condena para volver tres años después a Granada.
La escritora pasó su infancia en la ciudad de la Alhambra, una etapa omnipresente en su poesía tal y como ha constatado la crítica e investigadora Remedios Sánchez, su albacea y máxima experta en su obra desde hace dos décadas.
En 1958 fue Premio Extraordinario de la Licenciatura en Filosofía y Letras de la Universidad de Granada. Doctora en Filosofía y Letras y Diplomada en Magisterio, residió en Estados Unidos entre 1964 y 1967 e impartió clase en el Antioch College de la Universidad de Ohio, donde se habían formado activistas de los derechos civiles como Coretta Scott King (casada con Martin Luther King). Tras su retorno a Granada a finales de los años 60 estuvo vinculada a los movimientos ciudadanos de su ciudad a través de organizaciones como Mujeres Universitarias o Mujeres por Granada, colectivo que fundó y lideró durante varios años. Catedrática de Didáctica de la Lengua y la Literatura de la Universidad de Granada, no empezó a publicar su obra literaria hasta iniciados los años 90, una vez que el tiempo y la vida habían remansado las heridas profundas de la Guerra Civil. No obstante su trayectoria como escritora en prensa había comenzado mucho antes: en 1958 empezó a colaborar en prensa en el Diario Patria y en los inicios de los años 70 pasó a escribir en Ideal, Diario Regional de Andalucía, en el que fue colaboradora fija durante más de cuarenta años con unos artículos de marcado carácter reivindicativo y lírico.
Dirigió EntreRíos, Revista de Artes y Letras desde su fundación en 2005 hasta su muerte. Autores como Luis García Montero, Caballero Bonald,  Elena Martín Vivaldi, Pilar Paz Pasamar, Ángel González, Karmelo Iribarren, Francisco Umbral, Antonio Colinas, Gregorio Salvador, Juan de Loxa, Joan Margarit, Raquel Lanseros o Fernando Valverde publicaron textos inéditos en diferentes números, convirtiendo a la revista en una obra de consulta obligada para comprender la poesía del siglo XX.
En los últimos años, su obra poética se destacó con poemarios como Umbrales de otoño, con el que obtuvo el Premio Andalucía de la Crítica. Su siguiente poemario, El corazón de la gacela suscitó igualmente críticas muy positivas como la de José Sarria:

Con esta nueva entrega poética, Mariluz Escribano se consolida, definitivamente, como una de las voces líricas de mayor calado y profundidad dentro del actual panorama de las letras andaluzas y españolas
(Los diablos azules, 28 de abril de 2016).

En 2015 le fue concedida por unanimidad la Medalla de Oro al Mérito de la Ciudad de Granada y en 2016 fue seleccionada como una de las 82 poetas más relevantes nacidas entre 1886 y 1960 en el volumen Poesía soy yo. Poetas en español del siglo XX (1886-1960) (Visor), cuya edición estuvo a cargo de Raquel Lanseros y Ana Merino.
En 2016 Visor publicó su antología Azul melancolía y en 2018 apareció su último libro, Geografía de la memoria, que vio la luz en la editorial Calambur, donde recogía su famoso poema Cuando yo me vaya.
En 2018 recibió la Bandera de Andalucía, que concede la Junta de Andalucía.  En 2019 la Asociación Colegial de Escritores de España le otorgó el X Premio de las Letras Andaluzas «Elio Antonio de Nebrija», que le fue entregado en enero por la vicepresidenta del Gobierno de España, Carmen Calvo, también andaluza. Ese mismo año, en julio, falleció en su ciudad natal a causa de una enfermedad respiratoria asociada a la enfermedad motriz que padecía, con 83 años.
En 2020 ha sido elegida como Autora Clásica para el año 2021 en Andalucía por el Centro Andaluz de las Letras. Considerada la poeta de la memoria y la concordia civil, la editorial Cátedra publicó en 2022 su poesía reunida en la colección Letras Hispánicas a cargo de la profesora Remedios Sánchez.

## Obras

### Poesía
- Sonetos del alba, Málaga, ed. Guadalhorce, 1991.[5] Agotado.
- Desde un mar de silencio, Cuadernos del Tamarit, Granada, 1993. Agotado.
- Canciones de la tarde (Prólogo de José Espada), Libros del Jacarandá, ed. Torremozas, 1995. Agotado.
- Sonetos del alba (Prólogo de Gregorio Salvador [Real Academia Española] y Estudio Preliminar de Remedios Sánchez García), Granada, Dauro, 2005, 2º ed.[5]
- Umbrales de otoño (Estudio Preliminar de Remedios Sánchez García), Madrid, Hiperión, 2013.
- El corazón de la gacela, Granada, Valparaíso, 2015.
- Azul melancolía. Antología personal, Madrid, Visor, 2016.
- Geografía de la memoria. Barcelona, Calambur, 2018.
- Poesía completa. Madrid, Cátedra, 2022. Edición, estudio preliminar y notas de Remedios Sánchez.

### Narrativa
- Diálogos en Granada, con Tadea Fuentes, (Prólogo de Manuel Orozco), Granada, 1995.
- Papeles del diario de doña Isabel Muley, con Tadea Fuentes (ilustraciones de Dolores Montijano), Anel, Granada, 1996.
- Cartas de Praga (Prólogo de Luis García Montero), Granada, Extramuros. Colección Literaria, 1999.
- Los caballos ciegos. Cuentos (Estudio Preliminar de Remedios Sánchez García), Madrid, Devenir, 2008.

### Memorialística
- Sopas de ajo, Granada, Comares, 2001, (2ªed.).
- Memoria de azúcar, Granada, Alhulia, 2002.

### Recopilaciones de artículos en prensa
- Ventanas al jardín. Artículos, Granada, Extramuros. Colección Literaria, 2002.
- El ojo de cristal. Artículos, Granada, Dauro, 2004.
- Jardines, pájaros. Artículos (Prólogo de José Ortega Torres), Granada, Comares, 2007.
- Escuela en libertad. Artículos, Granada, Zumaya, 2010.

## Premios y reconocimientos
- 2013 Premio Andalucía de la Crítica
- 2015 Medalla de Oro al Mérito de la Ciudad de Granada
- 2016 Seleccionada entre las 82 poetas más relevantes nacidas entre 1886 y 1960 en España
- 2018 Bandera de Andalucía, que concede la Junta de Andalucía
- 2019 X Premio de las Letras  «Elio Antonio de Nebrija»
- 2021 Elegida Autora Andaluza Clásica del Año